# Manuel Beteta Ortiz
Manuel Beteta Ortiz (Socuéllamos, Ciudad Real 1932 - Madrid 2014). Veterinario español, Doctor por la Universidad de Córdoba (1964).

## Biografía  y carrera profesional
Descendiente de un largo linaje de veterinarios en España, fue el representante de la quinta generación de veterinarios de la familia con el apellido Beteta en este país.
Dentro del ámbito veterinario, su formación académica estuvo siempre muy ligada a la cirugía y obstetricia, campo en el que fue pionero en España, así como en el terreno de la inseminación artificial. Más tarde su labor se encaminó a la impulsión para el mantenimiento de las razas criollas en el continente americano.
De su dilatada experiencia profesional, hay que mencionar que en 1974, Manuel Beteta presentó, en la Exposición Internacional de Agricultura de París, y por primera vez en la historia de la ganadería española, diversos ejemplares de ganado de raza manchega, churra, murciana-granadina, rubia gallega y retinta.
Por su importancia cultural y económica, es imprescindible destacar que fue impulsor y fundador de la Federación Iberoamericana de Razas Criollas. Esta Federación se encarga de velar por la conservación de las razas criollas (aquellas descendientes de los ganados españoles llevados a América en el segundo viaje de Colón). Gracias a la labor de esta Federación, ha surgido un gran movimiento de actividades encaminadas a la conservación de los recursos genéticos de estas razas que a punto estuvieron de desaparecer durante el pasado siglo.
A Manuel Beteta también se debe la puesta en funcionamiento del libro genealógico y esquema de selección del ganado retinto. Este libro genealógico garantiza la pureza y crecimiento de esta raza de origen exclusivamente español.
Dedicó gran parte de sus últimos años al estudio de la historia de la ganadería en España y en Iberoamérica.
Falleció en Madrid, el 9 de noviembre de 2014.

## Reconocimientos y honores
Durante su larga trayectoria profesional recibió numerosos premios y distinciones como la Encomienda de la Orden Civil de Mérito Agrícola otorgado por el Ministerio de Agricultura de España o el Diploma de Honor al Mérito por el Gobierno de Cajamarca (Perú). Fue miembro de la Asociación de Derecho Agrario, Presidente Honorario de la Federación Iberoamericana de Razas Criollas y miembro de Mérito de la Asociación Argentina de Aberdeen Angus.